# São Brás (Amadora)
São Brás is een freguesia in de Portugese gemeente Amadora en telt 20 695 inwoners (2001).